# هارين غاندي
هارين غاندي (بالإنجليزية: Haren S. Gandhi)‏ (و. 1941 – 2010 م) هو مهندس وكان عضواً في الأكاديمية الوطنية للهندسة . توفي عن عمر يناهز 69 عاماً.

## التعليم
تعلم في جامعة ديترويت مرسي، وجامعة مومباي

## جوائز
حصل على جوائز منها:
- قلادة العلوم الوطنية الأمريكية في مجال التكنولوجيا والإبتكار.